# Amanita magniverrucata
Amanita magniverrucata là một loài nấm trong họ Amanitaceae. Được mô tả khoa học lần đầu bởi nhà nghiên cứu nấm Mỹ Harry Delbert Thiers và Joseph Ammirati vào năm 1982, nó sống bám vào loài cây Pinus radiata.

## Hình ảnh

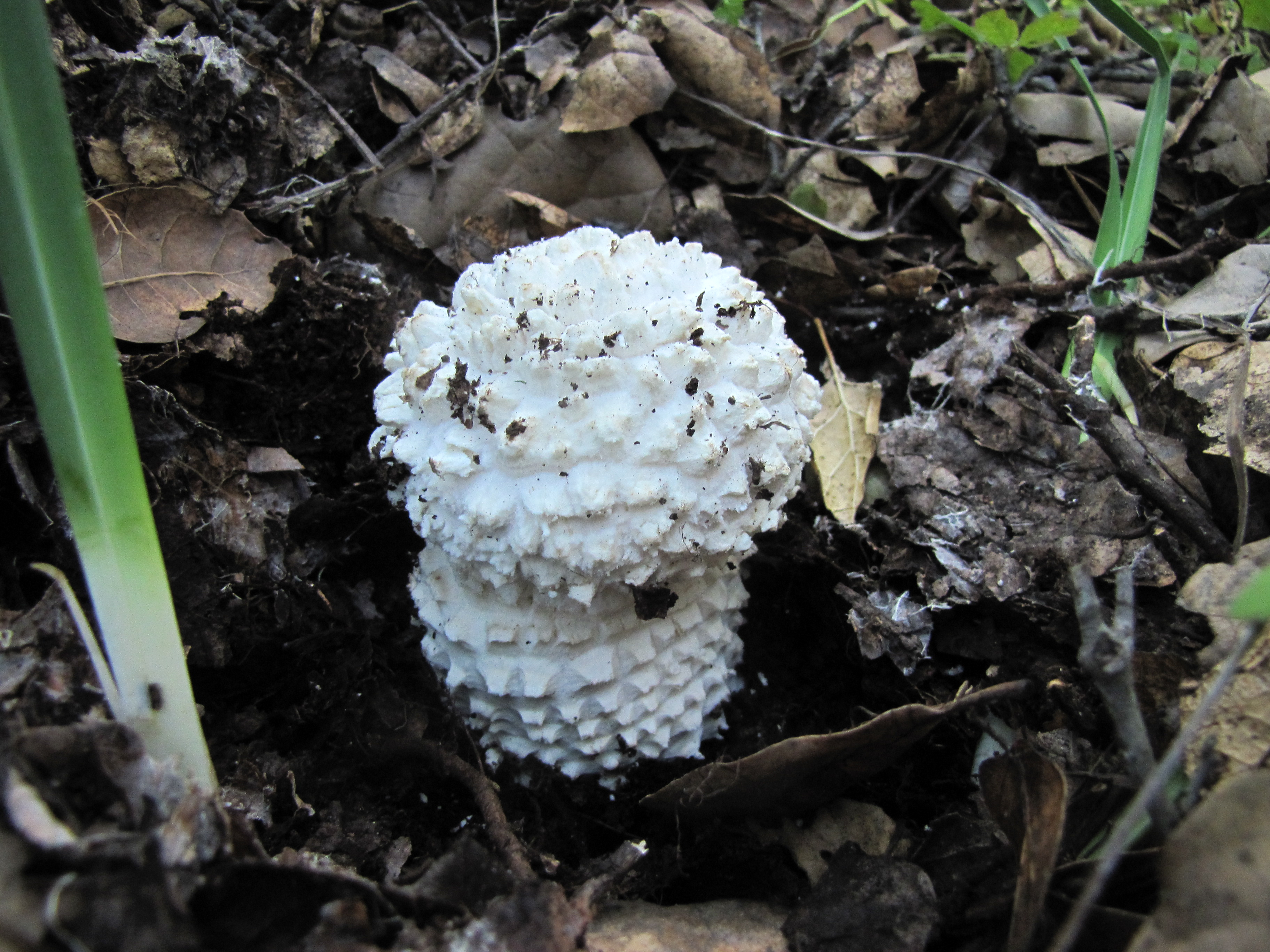